# Falees
Falees (en llatí Phaleas o Phalleas, en grec antic Φαλέας, Φαλλέας ὁ Χαλκηδόνιος) fou un escriptor grec d'economia política que va viure al segle IV aC. Era nadiu de la ciutat de Calcedònia
Principalment el menciona Aristòtil a la seva obra Política. La seva proposta, que buscava obtenir la igualtat social, girava a l'entorn de la propietat, i consistia en que tots els ciutadans tinguessin una part igual de les terres i que havien de ser educats de la mateixa manera.